# Xanthotis
Genre
Xanthotis est un genre de passereaux méliphages originaire d'Océanie.

## Taxinomie
Selon le Congrès ornithologique international il existe trois espèces :
- Xanthotis polygrammus (G.R. Gray, 1862) – Méliphage à ventre fauve
- Xanthotis macleayanus (E.P. Ramsay, 1875) – Méliphage de Macleay
- Xanthotis flaviventer (Lesson, 1828) – Méliphage moucheté

À la suite d'études de phylogénétique moléculaire en 2019, le méliphage de Kadavu (Meliphacator provocator) a été placé dans son propre genre.